# Bangla Desh
〈Bangla Desh〉는 영국의 음악가 조지 해리슨의 곡이다. 이 곡은 1970년 볼라 사이클론과 방글라데시 독립 전쟁에 이어, 이전에 동파키스탄이라고 알려진 이 나라에서 온 수백만 명의 난민들에 대한 인식을 높이기 위해 1971년 7월에 비 음반 싱글로 발매되었다. 해리슨의 노래에 대한 영감은 벵골인 음악가인 그의 친구 라비 샹카르가 고통을 완화시키기 위해 해리슨에게 접근한 것에서 나왔다.  〈Bangla Desh〉는 "음악 역사에서 가장 통속적인 사회 선언 중 하나"로 묘사되었으며, 전세계의 신생국가 이름을 제정함으로써 방글라데시 독립을 위한 국제적인 지지를 얻는데 도움을 주었다. 2005년, 코피 아난 유엔 사무총장은 샹카르의 도움 요청에 대한 감정적인 묘사를 통해 방글라데시 위기 개인화의 성공을 확인했다.
〈Bangla Desh〉는 비틀즈의 해체와 그의 1970년 세 곡의 음반 《All Things Must Pass》에 이어 해리슨이 솔로 가수로 인기를 얻은 절정에 이르렀다. 그것은 팝 음악의 첫 자선 싱글이었고, 그 음반은 뉴욕의 매디슨 스퀘어 가든에서 해리슨이 후원한 콘서트 포 방글라데시 전 3일 전에 발표되었다. 이 싱글은 영국과 그 밖의 유럽에서 톱 10 히트곡이 되었고 미국의 빌보드 핫 100에서 23위로 정점에 이르렀다. 이 녹음은 필 스펙터가 공동 제작했으며, 리언 러셀, 짐 혼, 링고 스타, 짐 켈트너의 기고문을 특징으로 한다. 이 곡의 로스엔젤레스 세션은 해리슨의 솔로 활동에서 켈트너와 혼과 함께 두 개의 지속적인 음악 협회가 시작되는 것을 의미했다.
이러한 음악가들과 에릭 클랩튼과 빌리 프레스턴을 포함한 다른 사람들의 지원을 받아, 해리슨은 1971년 8월 1일 유니세프 콘서트에서 〈Bangla Desh〉를 열광적인 앙코르로 공연했다.